# Adamantinazuch
Adamantinazuch (Adamantinasuchus) – rodzaj krokodylomorfa należącego do kladu Mesoeucrocodylia żyjącego w późnej kredzie na terenie dzisiejszej Ameryki Południowej. Bywa klasyfikowany w rodzinie Sphagesauridae, choć niektóre analizy filogenetyczne sugerują, że może być blisko spokrewniony z rodzajami Yacarerani lub Pakasuchus, a nie Sphagesaurus. Jego szczątki zostały odkryte w datowanych na turon lub santon osadach formacji Adamantina w stanie São Paulo w Brazylii. Adamantinasuchus miał stosunkowo niewielką czaszkę z dużymi oczodołami – mierzyła około 60 mm długości i 30 wysokości. Jedną z cech odróżniających adamantinazucha od wszystkich znanych kredowych krokodylomorfów nienależących do Sphagesauridae było heterodontyczne uzębienie – pierwsze dwa zęby znajdujące się w kości przedszczękowej były niewielkie, ostro zakończone i przypominające siekacze. Trzeci ząb był znacznie większy od pozostałych dwóch i przypominał kieł. W kości szczękowej znajdowało się siedem zębów – pierwsze trzy i ostatnie dwa z nich były dwukrotnie mniejsze od dwóch środkowych. Adamantinasuchus prawdopodobnie był mięsożerny lub wszystkożerny i żywił się niewielkimi kręgowcami lub wyschniętą padliną. Ostro zakończone zęby znajdujące się z przodu szczęk, przypominające siekacze i kły, służyły przypuszczalnie do cięcia, podczas gdy zęby zakłowe, podobne do trzonowych – do miażdżenia.